# Koghiella caledonica
Koghiella caledonica är en insektsart som först beskrevs av Lucien Chopard 1970.  Koghiella caledonica ingår i släktet Koghiella och familjen syrsor. Inga underarter finns listade i Catalogue of Life.